# زهرة في حياتي (مسلسل)
ابنة البستاني (بالإنجليزية: The Gardener's Daughter)‏ (بالإسبانية: La Hija Del Jardinero)‏ هو مسلسل مكسيكي من إخراج لويز ألبيرتو لاماتا وبطولة الممثلة والمغنية ماريانا أوتشوا إلى جانب مجموعة من الممثلين الشباب كممثل البطولة كارلوس توريس. بدأ عرض المسلسل لأول مرة بداية من 18 أغسطس 2003 إلى 23 من أبريل سنة 2004 على قناة ألازتيكا بميكسيكو.

## نبذة عن المسلسل
يحكي المسلسل قصة فتاة جميلة ذكية تدعى لويزا فيرناندا (ماريانا أوتشوا) تنحذر من عائلة فقيرة، هذه الأخيرة التي تخفي سرا على عن ابنتهم لويزا مما ستنقلب أحداث المسلسل رأسا على عقب بعدما، ستقع في حب دكتور يدعى كارلوس إدواردو الذي ينحذر من عائلة غنية، وبعد أن يدخلان في علاقة مع بعضهما سيتم كشف سر أنهم إخوة غير شقيقين. وأن لويزا فيرناندا ابنة عائلة غنية على عكس العائلة التي كبرت في حضنها.